# Linnaemya lindneri
Linnaemya lindneri là một loài ruồi trong họ Tachinidae.